# Fábrica do Castanheiro
A Fábrica Castanheiro foi uma fábrica têxtil em Urgezes, Guimarães, inaugurada em 1851 e parcialmente demolida entre 2022 e 2025. Foi a fábrica mais antiga e com mais tempo de atividade de Guimarães até ao seu encerramento em 2013.

## Nomenclatura
O nome "Fábrica do Castanheiro" provém do terreno onde a fábrica foi construída, denominado de Lugar do Castanheiro. A origem deste nome advém de um grande e velho sobreiro que aí existiu, no entanto, foi abatido no final do século XX por ordem do então gerente da fábrica, tendo-se preservado porém a sua madeira para memória futura.

## História
A fábrica foi fundada por António da Costa Guimarães e iniciou a sua actividade em 1851, totalmente à base de trabalho manual, apesar da empresa só ter sido oficialmente criada em 1854 e ter os seus inícios em 1844.
A construção da fábrica actual começou em 1883 e as operações começaram na mesma em 1885, facilitadas pela abertura da estação ferroviária próxima ao local no ano anterior. Em 1892, ano da morte de Costa Guimarães, a fábrica já tinha sofrido uma expansão substancial, acrescentando novas oficinas, uma chaminé e tanques de água, bem como um plano preliminar de habitações operárias em frente à fábrica, algumas das quais ainda hoje existem. Uma outra expansão estrutural ocorreu três anos depois, em 1895.
António da Costa Guimarães participou em várias feiras mundiais de relevo, expondo nelas vários produtos fabricados na Fábrica do Castanheiro, entre as quais se destacam a Exposição Universal de Viena de 1873 e a Exposição Universal de 1876, onde recebeu medalhas de bronze, e a Exposição Universal de 1878, 1889 e 1900, onde recebeu menções honrosas e uma medalha de prata. Participou também em algumas feiras nacionais, como a do Porto (1857), Braga (1863), Guimarães (1884) e Lisboa (1888).

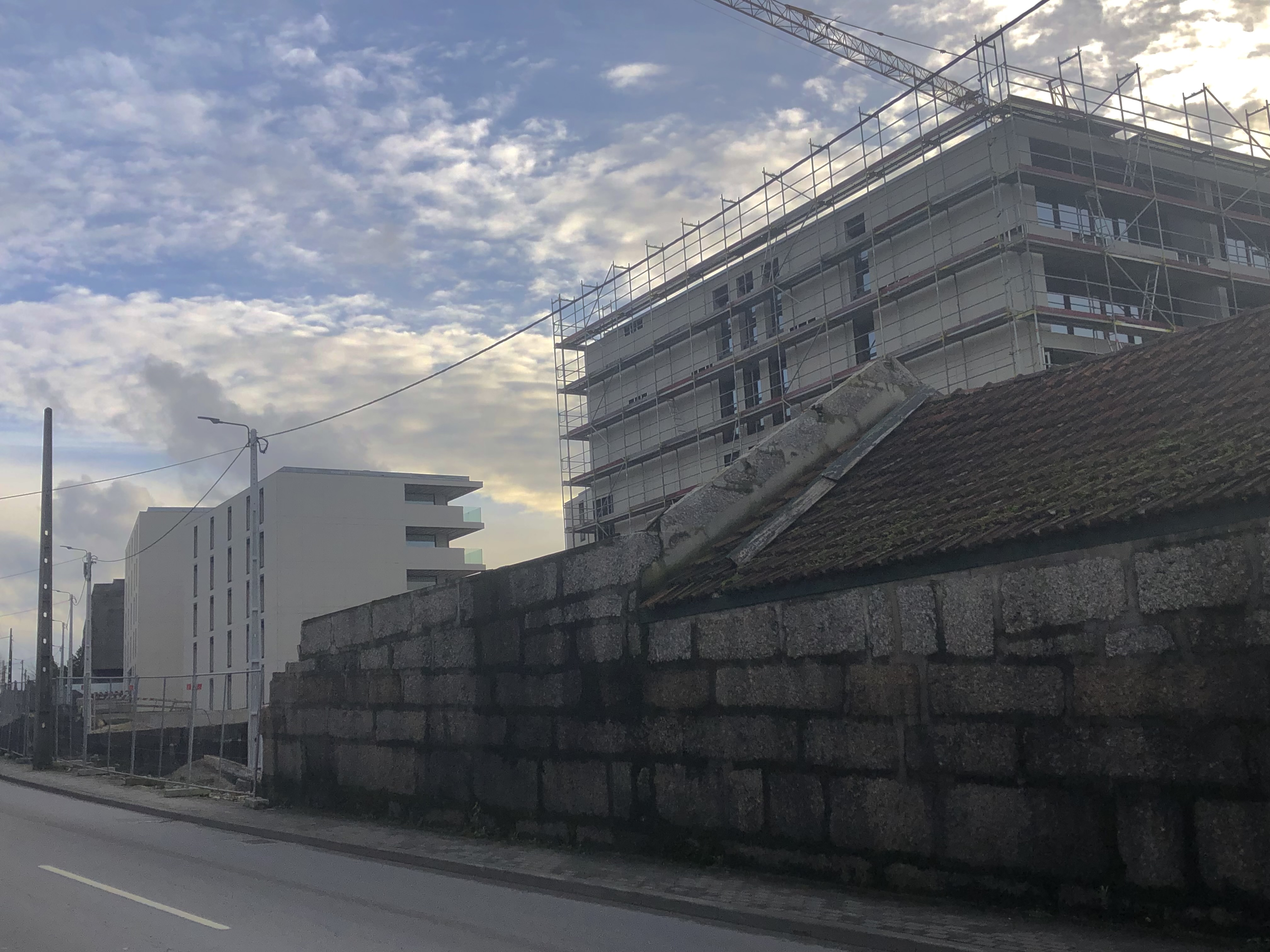
Construção de edifícios residenciais nas antigas instalações fabris do Castanheiro, Janeiro 2024.

Os Inquéritos Industriais de 1891 e 1896 referem que na Fábrica do Castanheiro já se utilizavam teares mecânicos, sendo a primeira fábrica de Guimarães a utilizar esta tecnologia. A electrificação da Fábrica do Castanheiro iniciou-se em 1912 e envolveu uma nova fase de expansão da fábrica, desta vez para a construção das cabines dos transformadores, fase esta que foi concluída em 1915.
A fábrica enfrentou dificuldades durante a Primeira Guerra Mundial, já que muitos de seus fornecedores eram alemães e tiveram que deixar o país, enquanto muitos dos seus trabalhadores foram convocados para o Corpo Expedicionário Português para lutar nas trincheiras. Contudo, novos fornecedores foram encontrados na França, Inglaterra e Suíça, e, embora os custos de tudo tenham aumentado durante este período, também aumentaram os lucros. Isto levou a uma fase de modernização, expansão e especialização da fábrica na década de 1950.
Em Maio de 2019, a empresa ainda encontrava-se em estado de insolvência e já tinha cessado toda a actividade, processo que teve início em Dezembro de 2013, quando o Tribunal de Guimarães proferiu a sentença inicial de insolvência, mesmo após múltiplas tentativas falhadas de resolução da situação nos anos anteriores, poucos dias apenas antes do falecimento do anterior proprietário, Alberto José Costa. 2013 foi assim o que ano marcou o encerramento da Fábrica do Castanheiro, após mais de 127 anos de funcionamento ininterrupto. A demolição de parte da fábrica começou em junho de 2022 para dar lugar a um "complexo residencial" que adotou o nome da fábrica, apesar de existirem conversas para a preservação das partes mais antigas do edifício por parte da Câmara Municipal de Guimarães. O projeto de 18 milhões de euros foi revelado ao público no final de 2022, apresentando quatro edifícios de seis/sete andares planejados para serem construídos sobre a seção da fábrica que, na época, já estava em demolição, e a integração e preservação dos antigos tanques de água e parte do muro original. A construção dos edifícios, e adaptação da zona envolvente, foi concluída no início de 2025.

## Links externos
- Media relacionados com Fábrica do Castanheiro no Wikimedia Commons